# Conde de Tojal

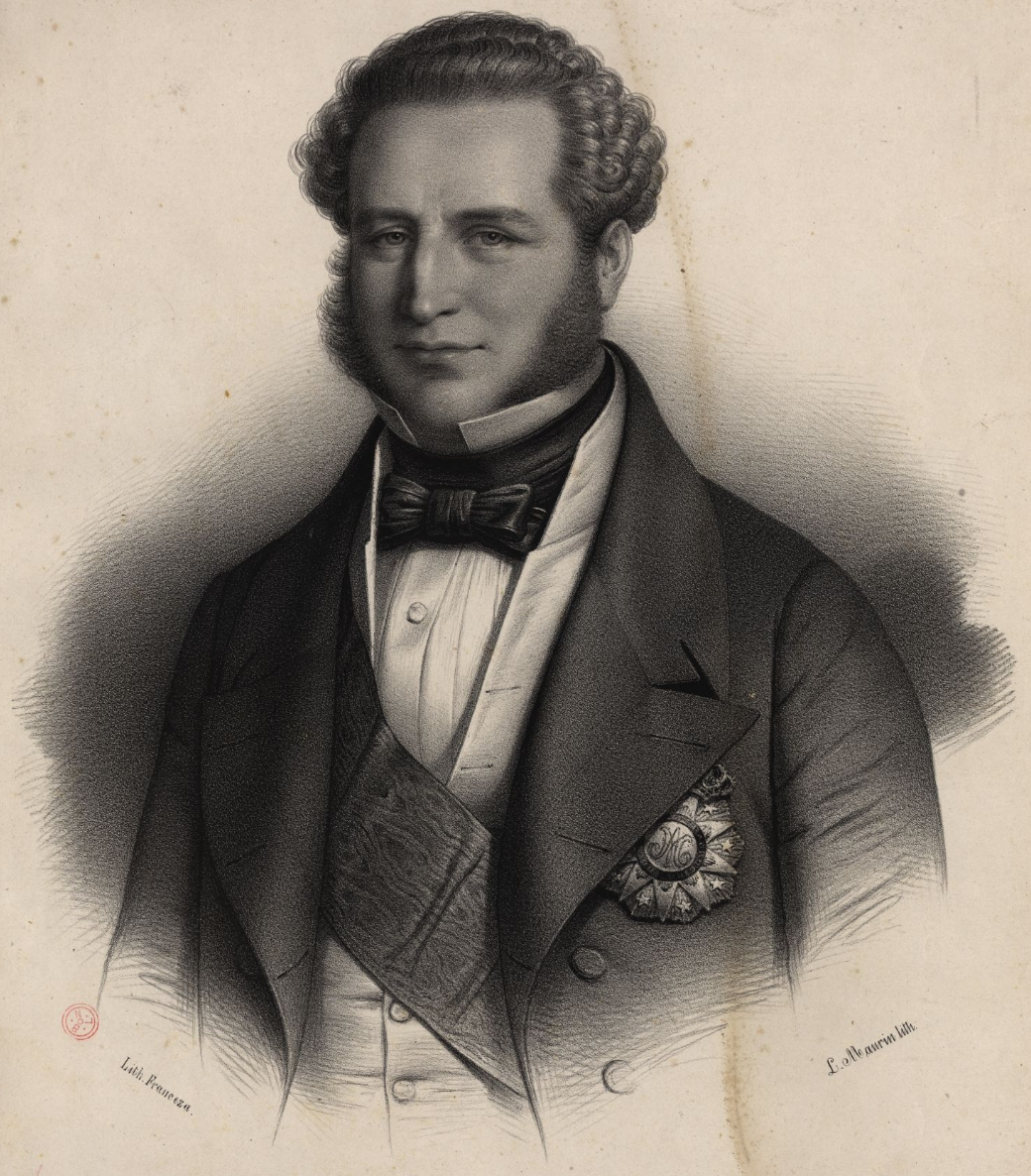
João Gualberto de Oliveira, Conde de Tojal.

O título de Conde de Tojal foi criado por decreto da rainha D. Maria II de Portugal, datado de 14 de Setembro de 1844, a favor de João Gualberto de Oliveira, antes 1.° Barão de Tojal.
Titulares
1. João Gualberto de Oliveira, 1.° Barão e 1.° Conde de Tojal.[1]

O título encontra-se actualmente extinto.